# Josephine Earle
Josephine Earle (Brooklyn, Nova Iorque, 23 de fevereiro de 1892 – Brooklyn, agosto de 1929) foi uma atriz norte-americana que trabalhou em filmes mudos nos Estados Unidos e Reino Unido.

## Filmografia selecionada[quem?]
- The Awakening (EUA, 1917)
- The Fall of a Saint (EUA, 1920)
- The Edge of Youth (EUA, 1920)
- Walls of Prejudice (Reino Unido, 1920)
- Branded (EUA, 1921)
- The Way of a Man (Reino Unido, 1921)
- The Knockout (EUA, 1923)
- The Hotel Mouse (Reino Unido, 1923)
- Woman to Woman (Reino Unido, 1923)
- Raise the Roof (Reino Unido, 1930)